# Technologia magnetooptyczna
Technologia magnetooptyczna (ang. magneto-optical, MO) - określenie technologii nośników danych opartej na połączonym wykorzystaniu światła laserowego i pola magnetycznego do zapisu danych (sam odczyt odbywa się tylko na drodze optycznej).
Technologia ta już w końcu lat 80. XX w. umożliwiła zapis stosunkowo dużej ilości danych na trwałych nośnikach wymiennych (wielokrotnego zapisu). Do połowy lat 90. było to jedyne rozwiązanie wygodnej przenośnej pamięci masowej dużej (kilkaset MB) pojemności, niezbędnej w wielu zastosowaniach (grafika, DTP,  zastosowania CAD/CAM, przechowywanie danych finansowych, statystycznych, archiwizacja). Mimo że obecnie jest znacznie mniej popularna od konkurencyjnych rozwiązań optycznych, ma szereg zalet (trwałość, wytrzymałość, obsługa bezpośrednio z poziomu systemu operacyjnego, bez konieczności wykorzystania dodatkowych aplikacji), które sprawiają, że urządzenia nadal są wykorzystywane (zwłaszcza w zastosowaniach profesjonalnych) i wciąż produkowane, choć ich dalszy rozwój nie jest planowany (ze względu na osiągnięcie kresu fizycznych możliwości technologii).